# Kriegerdenkmal Langenbogen (Weltkriege)

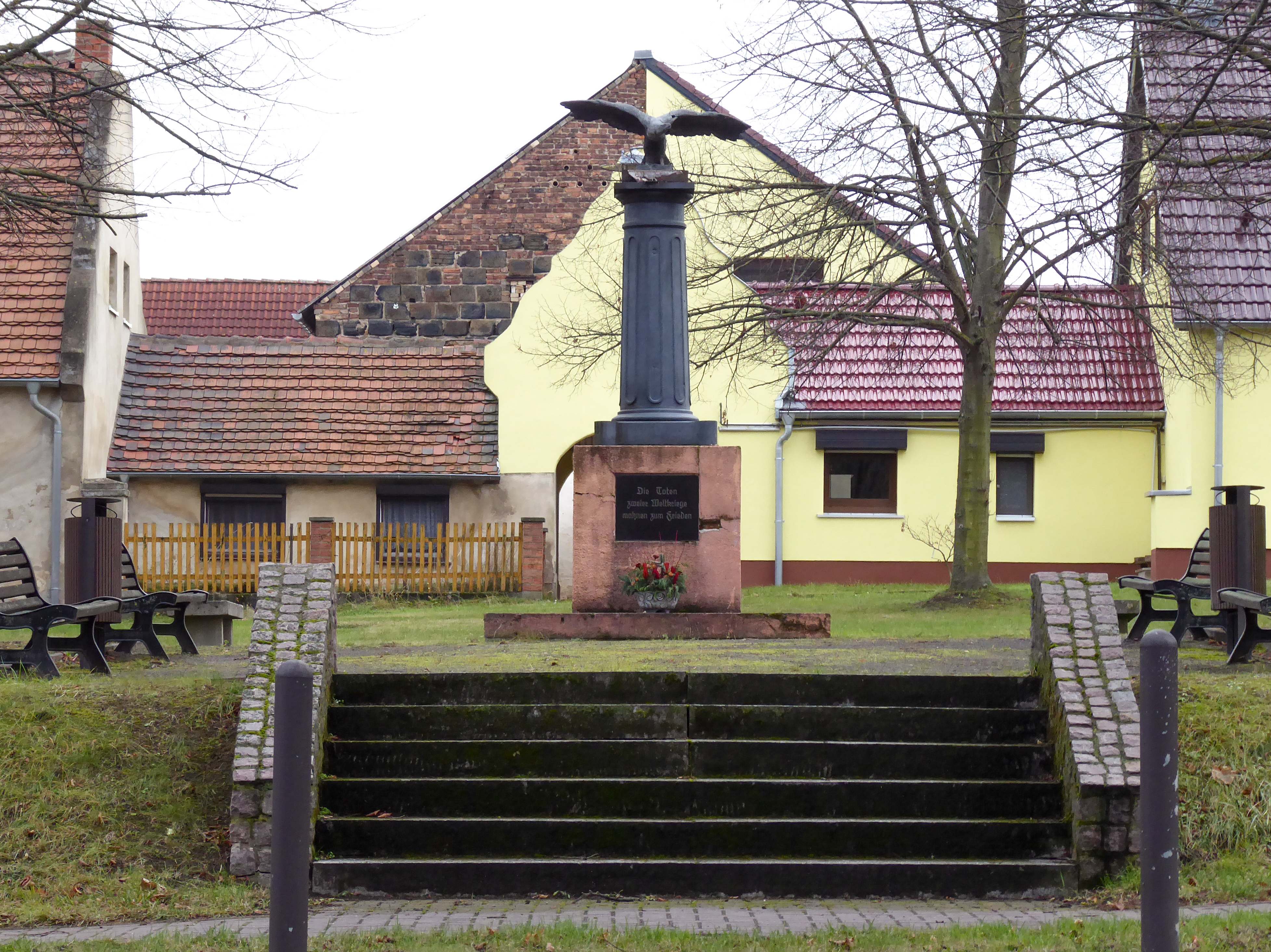
Kriegerdenkmal Langenbogen

Das Kriegerdenkmal Langenbogen der Weltkriege ist ein denkmalgeschütztes Kriegerdenkmal im Ortsteil Langenbogen der Gemeinde Teutschenthal in Sachsen-Anhalt. Im örtlichen Denkmalverzeichnis ist das Kriegerdenkmal unter der Erfassungsnummer 094 55550 als Baudenkmal verzeichnet.
Das Kriegerdenkmal von Langenbogen befindet sich an der Lange Straße auf einem kleinen Platz. Bei diesem Kriegerdenkmal handelt es sich um eine Gedenkstätte für die Gefallenen des Ersten Weltkriegs und des Zweiten Weltkriegs. Das Kriegerdenkmal ist eine Stele auf einem Sockel, gekrönt von einem Adler mit ausgebreiteten Flügeln. Am Sockel befindet sich eine Gedenktafel und um das Denkmal befinden sich steinerne Bänke.
Auf dem Gelände der Kirche von Langenbogen befindet sich ein Kriegerdenkmal für die Gefallenen des Deutsch-Dänischen Kriegs von 1864, des Deutschen Kriegs von 1866 und des Deutsch-Französischen Kriegs von 1870/71.